# 武田勝彦
武田 勝彦（たけだ かつひこ、1929年5月4日 - 2016年11月25日）は、日本の英文学者・文芸評論家。

## 人物・来歴
東京小石川出身。早稲田大学名誉教授。上智大学卒業、上智大学大学院修士課程修了。本名、武田春樹。
慶應義塾大学講師、トロント大学、ハワイ大学客員教授を経て早稲田大学政治経済学部助教授に就任。のちに教授。インディアナ大学、ヴァンダービルト大学、ブラウン大学客員教授も務める。
本来の専攻は英文学で、英語学習の著作、サリンジャーの翻訳、研究もあるが、日本文学についても多く論じ、また日本文学の英語圏での受容についても研究、川端康成、立原正秋に関心が深い。『富士ふたつ』は、北米移民についての実録小説であり、ジャーナリスト的な視点から数多くの著作がある。2010年瑞宝中綬章受章。
パリで事件を起こす前の佐川一政が参加した、川端康成についての座談会の司会を務めたこともある。

## 著書
- 『要点・応用英作文』（受験の友社） 1955
- 『英語はだか随筆』（大塚書房） 1956
- 『英文法の重点100粋』（山海堂） 1957
- 『アメリカのベストセラー』（研究社出版） 1967
- 『英語のニュアンス 現代英語へのアプローチ』（評論社） 1968
- 『キャッチフレーズ100年 秘められた日本人の心』（潮文社） 1969
- 『続 英語のニュアンス　スープはeatかdrinkか』（評論社） 1969
- 『川端文学と聖書』（教育出版センター） 1971
- 『荷風の青春』（三笠書房） 1973
- 『富士ふたつ』（日本経済新聞社） 1976
- 『「日本的」なものの原点 文化と文明の狭間に』（荒竹出版） 1977
- 『新聞をどう読むか』（講談社） 1978
- 『戦中・戦後の文学と文壇』（荒竹出版） 1980
- 『ビジネスマン諸君! 日本の家族主義は家庭において崩壊し、会社において存続した』（三笠書房） 1981
- 『立原正秋伝』（創林社） 1981
のち改題『身閑かならんと欲すれど風熄まず　立原正秋伝』（KSS出版） 1998
- 『日本文学問はず語り』（東京書籍） 1982
- 『武田勝彦の英米文学必読書』（辰巳出版） 1982
- 『比較文学の試み』（創林社） 1983
- 『松本亀次郎の生涯 周恩来・魯迅の師』（早稲田大学出版部） 1995
- 『漱石の東京』1 - 2 （早稲田大学出版部） 1997 - 2000
- 『漱石 倫敦の宿』（近代文芸社） 2002

## 共著・編著
- 『英文法の完成8週間 大学入試』（河口真一共著、山海堂） 1956
- 『英作文標準構文集』（河口眞一、大塚書房） 1956
- 『高校1年英語の総合研究』（前田正男共著、山海堂） 1958
- 『初歩の英語総合研究』（前田正男共著、山海堂） 1959
- 『英文解釈の重点研究』（神山正治共著、山海堂） 1961
- 『英文法の重点研究』（神山正治共著、山海堂） 1961.4
- 『英文法講義と演習』（河野通、山海堂） 1962
- 『海外における日本近代文学研究』（村松定孝、早稲田大学出版部） 1968
- 『川端文学 海外の評価』（長谷川泉共編、早稲田大学出版部） 1969
- 『古典と現代 西洋人の見た日本文学』（清水弘、文堂書房） 1970
- 『サリンジャーの文学』（繁尾久、文建書房） 1970
- 『比較文学』（吉田精一・佐渡谷重信、潮文社） 1972
- 『芥川文学 海外の評価』（吉田精一・鶴田欣也、早稲田大学出版部） 1972
- 『三島由紀夫事典』（長谷川泉共編、明治書院） 1976
- 『証言「事故のてんまつ」』（永沢吉晃共編、講談社） 1978
- 『川端康成 現代の美意識』（高橋新太郎共編、明治書院） 1978
- 『森鷗外 歴史と文学』（高橋新太郎共編、明治書院） 1978
- 『川端康成文学語彙辞典』（スタジオVIC） 1981
- 『立原正秋 人と文学』（創林社） 1981
- 『立原文学への道』（創林社） 1982
- 『武田勝彦の英米文学必読書』（現代出版情報研究所 企画・共編、辰巳出版）1982
- 『井上靖文学 海外の評価』（創林社） 1983
- 『目で見る日米比較』（安原明夫、講談社） 1984
- 『太宰治文学 海外の評価』（創林社） 1985
- 『銀座は緑なりき』（田中康子、六興出版） 1988
- 『銀座と文士たち』（田中康子、明治書院） 1991
- 『立原正秋小説事典』（田中康子共編、早稲田大学出版部） 1993

## 翻訳
- 『J.D.サリンジャー作品集』（繁尾久共訳、文建書房） 1964 -「ナイン・ストーリーズ」を収録。新版・グーテンベルク21（電子出版） 2022
  - 別版『サリンジャー選集（4） 九つの物語　大工達よ、屋根の梁を高く上げよ』 （荒地出版社、1968、のち新版）。「大工たちよ～」は、滝沢寿三訳
- 『死刑執行人 ソヴィエト秘密警察の実態』（ロナルド・セス、松浦勝男共訳、潮文社） 1969
- 『中年の未来学 青春崇拝の時代は終った』（アン・W・サイモン、市山研共訳、潮文社） 1970
- 『コミュニケーションギャップ 英語表現の<ホンネ>と<タテマエ>』（G・W・スミス、松本洋一郎共訳、荒竹出版） 1980